# Everard des Barres

Großmeisterwappen Everards des Barres

Everard des Barres (lat. Ebrardus de Barris, dt. Eberhard von Barres; † 15. November 1176 in Clairvaux) war der dritte Großmeister des Templerordens.

## Leben
Everard entstammt der Familie derer von Barres, einem in der Geschichte von Brie, Gâtinais, Nivernais, Burgund und Bourbonnais oft erwähnten mittleren Adelsgeschlecht.
Er war seit 1143 Meister (Präzeptor) der Templer in Frankreich („Magister Galliae“) und als solcher einer der höchsten Würdenträger des Ordens. Unter seinem Vorsitz traten 1147 im Ordenskapitel von Paris, an dem auch Papst Eugen III. teilnahm, 130 Tempelritter zusammen. Sie dürften hier ihren Aufbruch zum Zweiten Kreuzzug vorbereitet haben. Denn im gleichen Jahr fand unter der Leitung von Eugen III. ein Konzil statt, wo Everard die ausweglose Situation im Heiligen Land darstellte und die Hilfe des Heiligen Stuhls erbat. Der Papst erkannte die Situation und rief zum Zweiten Kreuzzug auf. Anlässlich dieser Gelegenheit hat Eugen III. den Templern das Recht auf ständiges Tragen des roten Kreuzes gewährt (27. April 1147) und ihnen das Recht eingeräumt, selbst dort, wo das Interdikt verhängt war, einmal im Jahr die Messe lesen zu dürfen. Als der Großmeister Robert de Craon 1147 starb, wurde Everard daraufhin zu dessen Nachfolger gewählt. Er war der erste Templergroßmeister, der mit dem Titel „Magister Dei Gratia“ angesprochen wurde.
Nur einige Wochen später begleitete er König Ludwig VII. von Frankreich auf den Zweiten Kreuzzug. Everard gehörte zu der Gesandtschaft die nach Konstantinopel vorauseilte, bevor Ludwig dort eintraf. Hier handelte er mit dem byzantinischen Kaiser Manuel I. den Transport des Kreuzfahrerheeres über den Bosporus aus. Während der Durchquerung von Pisidien rettete Everard dem König in einem Gefecht mit den seldschukischen Türken das Leben. Der Chronist Odo von Deuil lobt seine Frömmigkeit und Tapferkeit; Everard scheint großen Einfluss auf den König gehabt zu haben. Nach dem Scheitern der Belagerung von Damaskus 1148, folgte Everard, der die königliche Staatskasse mitführte, dem König nach Frankreich. Sein aus Frankreich mitgebrachtes Kontingent von Tempelrittern blieb gleichwohl im Heiligen Land, wo es 1149 Jerusalem gegen einen seldschukischen Überfall verteidigte.
Durch seinen Eifer und seine kluge Umsicht konnte Everard den Geist des Ordens festigen und das Wachstum fördern. Offenbar aufgrund der Missstände im Königreich Jerusalem, die ausschließlich Macht und Intrige zwischen Melisende und ihrem Sohn Balduin III. zum Inhalt hatten und die eigentlichen geistigen Inhalte und Ziele des Kreuzfahrergedankens in den Hintergrund drängten, legte Everard, nach Frankreich zurückgekehrt, im Herbst 1152 sein Großmeisteramt nieder und wurde Mönch in der Zisterzienserabtei Clairvaux, wo er am 15. November 1176 starb.